# Northwestern College (Iowa)

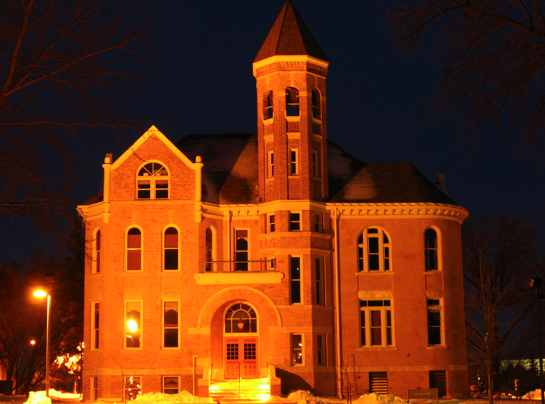
Bestuursgebouw van Northwestern College

Northwestern College is een christelijk liberal arts college in de Amerikaanse plaats Orange City in de staat Iowa. Het in 1882 opgerichte college is verbonden aan de Reformed Church in America, heeft ongeveer 1300 studenten en 128 faculteitsmedewerkers (waarvan 46 parttime).
De Reformed Church in America heeft nog twee liberal arts colleges, het Hope College en het Central College.